# Tuija Nieminen Kristofersson
Tuija Nieminen Kristofersson född 4 december 1955 är en sverigefinsk författare och fil.dr. i socialvetenskap. 

## Biografi
Nieminen föddes i Finland men flyttade som tonåring till Sverige. Hon debuterade 1993 med diktsamlingen Hägerns öga och har därefter kommit ut med flera diktsamlingar som fått engagerade recensioner som "Nieminen lyckas ge energi åt en bildmättad lyrik" eller "Dikter att lägga örat tätt intill", "Det storartade med Nieminen Kristofersson är att hon förflyttar sig lika lätt via intellektuella tankeled som genom rytm, klang och visuella analogier. Det gör hennes poesi ovanligt dynamisk. 'Scharlakan' är därför en diktsamling som håller för många läsningar. Man kan följa de stora berättelsestråken, eller fördjupa sig i några rader på stället." Anna Hallberg, Dagens Nyheter, 14 augusti 2013. Hon har också fått flera priser.  
Nieminen Kristofersson disputerade 2002 i socialt arbete på en avhandling om krisgruppernas arbete efter Backabranden i Göteborg 1998. Hon har varit universitetslektor i socialt arbete vid Linnéuniversitetet och forskare vid Malmö och Lunds universitet. Sedan några år är hon fri författare.
Hon har också medverkat i tidskrifter, på kultursidor och Sveriges radio. 

## Priser och utmärkelser
- 1996 – Bromölla kommuns kulturpris[6]
- 2000 – Kallebergerstipendiet[7]
- 2000 – Guldprinsen[8]
- 2000 – Region Skånes kulturstipendium[9]
- 2001 – Stipendium från Samfundet De Nio[10]
- 2003 – Kulturpris från Kulturfonden Sverige-Finland[11]
- 2005 – Albert Bonniers stipendiefond för yngre och nyare författare[12]

### Poesi
- Nieminen Kristofersson, Tuija (1993). Hägerns öga. Tollarp: Studiekamraten. Libris 7795234. ISBN 91-971774-3-1
- Nieminen Kristofersson, Tuija (1995). Björnboken. Tollarp: Studiekamraten. Libris 7773179. ISBN 91-88576-23-X
- Nieminen Kristofersson, Tuija (2000). Dikt i D:ets mage. Ny lyrik (Bonnier), 99-1863769-2. Stockholm: Bonnier. Libris 7150071. ISBN 91-0-056920-8
- Nieminen Kristofersson, Tuija (2004). Någon gång regn i Ngorongoro: dikter. Stockholm: Bonnier. Libris 9411256. ISBN 91-0-010443-4
- Nieminen Kristofersson, Tuija (2006). Trilogi: dikter (Någon gång regn i Ngorongoro -- Spättan och stjärnan -- Lammbilder). Stockholm: Bonnier. Libris 10136290. ISBN 91-0-011142-2
- Nieminen Kristofersson, Tuija (2013). Scharlakan. Stockholm: Bonnier. Libris 14006981. ISBN 9789100136482

### Sakprosa
Nieminen Kristofersson, Tuija (2023) Maktlösa men värdiga - om fattigdom och tidig välfärd från antikens Rom till 1500-talet. Stockholm: Carlsson Bokförlag.  ISBN 9789189065994

### Medverkan i antologier
- Charpentier Carl-Johan, red (1983). Olofström som dröm och verklighet. Olofström: Kulturnämnden och Skolstyr. i samarbete med Författarcentrum Syd. Libris 410378
- Charpentier Carl-Johan, Liljenberg Bengt, Törnlund Niklas, red (1987). Södra magasinet. 1987. Lund: Skånes författarsällskap. Libris 3620880. ISBN 91-7024-436-7
- Salo Liisa., red (1991) (på finska). Runo kasvaa maasta: valikoima kilpailurunoja. Lahti: Lahden runomaraton. Libris 12464264. ISBN 952-90-3304-4
- Korjus, Hanna; Kujala Kalervo, Myllykangas Ritva, Nieminen Kristofersson Tuija, Vänttinen Jukka, Korjus Hanna, Nieminen Kristofersson Tuija, Myllykangas Ritva (1992) (på finska). Kaukaa tulleet: ruotsinsuomalaista runoutta = Fjärran komna : sverigefinsk poesi. Voxnabruk: Kirjakone. Libris 7793281. ISBN 91-971043-9-6
- Viljakainen Kaija., Kakko Tuija., red (1992) (på finska). Työn runo puhuu: Työn runo -kilpailun satoa. [Lahti]: Lahden työvoimatoimiston henkilöstöyhdistys. Libris 12464079. ISBN 952-90-4215-9
- För Sarajevo!: [en litterär antologi i solidaritet med en belägrad och våldtagen stad i Europa]. Tollarp: Studiekamraten. 1993. Libris 7773162. ISBN 91-88576-00-0
- Kamras Barbro, red (1998). Bild och ord: författare möter konstnärer. Borgholm: Kamras & Kamras. Libris 7453271. ISBN 91-630-7258-0
- Det nya landet: 44 författare, 12 bildkonstnärer. Göteborg: Lindelöw. 1998. Libris 7769290. ISBN 91-88144-36-4
- Lemesov Valerij, red (1999). Där vägarna börjar: en antologi med författare från Barentsregionen. Överkalix: Barents Publisher. Libris 2806299. ISBN 91-89144-03-1
- Bengtsson Gun R., Rifbjerg Klaus, Liljenberg Bengt, red (1999). På andra sidan bron: På den anden siden (av) bron : samtida dansk-svenska texter : en antologi. Malmö: Kolibri [i samarbete med] Danskt-svenskt författarsällsk. Libris 3015168. ISBN 91-85640-10-7
- Lundquist Marie, Kleberg Carl-Johan, Palm Göran, red (2000). Den svenska högtidsboken. Stockholm: En bok för alla. Libris 7625226. ISBN 91-7221-094-X
- Arrhenius Sara, Bergh Magnus, red (2009). Livsformer = Life forms. Stockholm: Bonnier. Libris 11482846. ISBN 9789100124007
- Vázquez Díaz René, red (2011). Mujeres en el norte: trece poetas suecas / 13 svenska kvinnliga poeter. Devenir/Poesía ; 241. Torrejón de la Calzada, Madrid: Devenir. Libris 12521710. ISBN 978-84-92877-37-9
- Gassilewski Jörgen, Hallberg Anna, Nyström Anna, Sundin Kajsa, red (2011). Trettiotvå poeter tjugohundraelva. Stockholm: Bonnier. Libris 12228233. ISBN 978-91-0-012693-3
- Finnjävlar (2016) red. Kristian Borg. Stockholm, Verbal förlag ISBN 978-91-87777-20-2 Libris 19642794 http://verbalforlag.se/bocker/finnjavlar/
- Finnjävlar Suomiperkeleet Ruotsissa (2017) Toim. Kristian Borg, suom. Tuula Kojo, Vastapaino, Tammerfors, Finland ISBN 978-951-768-591-7 Libris 21939725 http://vastapaino.fi/kirjat/finnjavlar/
- Annika Ekdahl – vävda bildvärldar (2017) Prins Eugens Waldemarsuddes utställningskatalog nr. 125:17 ISBN 978-91-86265-35-9 Libris 21873074
- Tilsyn Svartrost Belemnitt Paradis (2018) Felicia Stenroth (red.), översättning Sindre Andersen, Nordisk antologi på norska, Audiatur [13]

### Facklitteratur socialt arbete
- Ek, R. & Gerell, M. & Guldåker, N. & Hallin, P.-O. & Herbert, M. & Nieminen Kristofersson, T & Nilsson, A. & Tykeson, M. (2014) Att laga revor i samhällsväven – om social utsatthet och sociala risker i den postindustriella staden, Malmö University Publications in Urban Studies 18, Malmö högskola, Libris 17399824
- Nieminen Kristofersson; T. (2014) "Fattigdom som social risk - historik och symbolik" i Ek, R. & Gerell, M. & Guldåker, N. & Hallin, P.-O. & Herbert, M. & Nieminen Kristofersson, T & Nilsson, A. & Tykeson, M., Att laga revor i samhällsväven – om social utsatthet och sociala risker i den postindustriella staden, Malmö University Publications in Urban Studies 18, Malmö högskola, Libris 17399824
- Nieminen Kristofersson, T. (2014), ”Vad är en forskningscirkel?” i Ek, R. & Gerell, M. & Guldåker, N. & Hallin, P.-O. & Herbert, M. & Nieminen Kristofersson, T & Nilsson, A. & Tykeson, M., Att laga revor i samhällsväven – om social utsatthet och sociala risker i den postindustriella staden, Malmö University Publications in Urban Studies 18, Malmö högskola, Libris 17399824

- Nieminen Kristofersson, T. (2014) "När man lyckas - om tillit och delaktighet på en fritidsgård" i Ek, R. & Gerell, M. & Guldåker, N. & Hallin, P.-O. & Herbert, M. & Nieminen Kristofersson, T & Nilsson, A. & Tykeson, M., Att laga revor i samhällsväven – om social utsatthet och sociala risker i den postindustriella staden, Malmö University Publications in Urban Studies 18, Malmö högskola, Libris 17399824
- Höst, M.& Kristofersson Nieminen, T.& Petersen, K. & Tehler, H. (red.)  (2010), ”FRIVA-risk, sårbarhet och förmåga – samverkan inom krishantering”. http://www.lu.se/lup/publication/172bf85b-9d46-46f7-81fb-752d03242a75. Läst 24 november 2017. Lunds universitet, ISBN 978-91-633-7691-7, Libris 12059396

- Rämgård, Margareta; Nieminen Kristofersson Tuija (2010). "Låt inte spindelväven växa i ditt hjärta": en forskningscirkel om poesins verkan för sjuksköterskor i palliativ vård. Skriftserie / FoU Skåne, 1404-5419 ; 2010:3. Lund: Kommunförbundet Skåne, FoU Skåne. Libris 12060146. ISBN 978-91-89661-41-7

- Blennberger Erik, Hansson Mats J., red (2008). Diakoni: tolkning, historik, praktik (Nieminen författare till kapitel "Kyrkans insatser i krissituationer") (1. uppl.). Stockholm: Verbum. Libris 10979066. ISBN 978-91-526-3223-9
- Nieminen Kristoferson, Tuija (2007) Sårbar en inte ensam - en studie av några drabbades erfarenheter av Kemiraolyckan, tsunamin och stormen Gudrun. LUCRAM rapport 1014, Lunds universitet [14]
- Nieminen Kristoferson, Tuija (2007) Om social sårbarhet i samband med extraordinära händelser - en intervjustudie i 12 kommuner. LUCRAM rapport 1012, Lunds universitet [15]
- Nieminen Kristofersson, Tuija (2002) Krisgrupper och spontant stöd - om insatser efter branden i Göteborg 1998.Doktorsavhandling. Lund Dissertation in Social Work 7, Lunds universitet [16]
- Nieminen Kristofersson, Tuija (2001) "På natten ringdes jag in" : att lära sig av det oförutsebara i krisgruppernas arbete efter branden på Backaplan oktober 1998.  Göteborgsregionens kommunalförbund, FoU i Väst [15]
- Nieminen Kristofersson, Tuija (1992). Vänner, besökare, kontaktombud: om frivilligorganisationernas insatser för äldre. Rapport - Blekinge FoU-enhet för socialtjänst och primärvård, 99-0855617-7 ; 1992:5. Karlshamn: Blekinge FoU-enhet. Libris 1786851
- Nieminen Kristofersson, Tuija (1991). Att åldras i ett främmande land - om äldre finländare i Olofström. Meddelande från Blekinge FoU-enhet ; 1993:6. Karlshamn: Blekinge FoU-enhet. Libris 9442136. Läst 3 december 2019